# بانو ایو
بانو ایو (انگلیسی: The Lady Eve) فیلم اسکروبالی به کارگردانی پرستون استرجس است که در سال ۱۹۴۱ پخش شد؛ بازیگران اصلی آن باربارا استانویک و هنری فوندا هستند.
فیلم بر اساس داستانی از مانکتون هاف، درباره زوجی به‌هم‌نخور است که بر کشتی اقیانوس‌پیما همدیگر را می‌بینند.
بانو ایو بارها در فهرست‌های مختلف «۱۰۰ فیلم برگزیده» همه زمان‌ها قرار گرفت و در سال ۱۹۹۴ توسط کتابخانه کنگره به خاطر «اهمیت فرهنگی، تاریخی، یا زیبایی‌شناختی» برای نگهداری در فهرست ملی ثبت فیلم برگزیده شد.

## خلاصه داستان
«چارلز پایک» مردی ثروتمند اما ساده لوح پس از یک سال مطالعه بر روی مارها در آمازون، در راه بازگشت و بر روی کشتی با جاعلی با نام «جین هرینگتون» آشنا می‌شود. آنها عاشق هم می‌شوند اما سوءتفاهمی موجب جدایی آنها در وضعیتی بدی می‌شود. برای بازگشت نزد او، «جین» خود را به شکل یک بانوی انگلیسی درمی‌آورد و…

## جوایز
این فیلم کاندیدای ۱ اسکار (کاندیدای اسکار بهترین داستان غیر اقتباسی) در سال ۱۹۴۲ شد.

## بازیگران
- باربارا استانویک
- هنری فوندا
- چارلز کوبرن
- یوجین پلت
- ویلیام دمارست
- لوئیس آلبرنی
- رابرت گریگ
- برترام ماربورگ
- جولیوس تانن